# Rudi-Karl Pahnke
Rudi-Karl Pahnke (* 30. Juni 1943 in Berlin) ist ein deutscher evangelischer Theologe.

## Leben
Nach einer Berufsausbildung zum Feinmechaniker folgte eine theologische Ausbildung, der sich ein Studium der Theologie in Ost-Berlin anschloss. Aktiv in der kirchlichen Kinder- und Jugendarbeit, war Pahnke von 1972 bis 1982 Pfarrer in Berlin-Prenzlauer Berg mit vielfältigen Kontakten in die DDR-Oppositionsbewegung, Dialogversuchen mit kritischen Marxisten und aktiver Unterstützung für Friedens-, Umwelt- und Menschenrechtsgruppen unter dem Dach der Evangelischen Kirche. 1982 beteiligte sich Pahnke am „Berliner Appell“, war zeitweise Sprecher der Berliner Friedenswerkstatt in der Erlöserkirche Rummelsburg und arbeitete an Dokumenten der „Ökumenischen Versammlung von Kirchen und Christen in der DDR zu Frieden, Gerechtigkeit und Bewahrung der Schöpfung“ mit. Im Oktober 1989 gründete er, zusammen unter anderem mit Rainer Eppelmann, den Demokratischen Aufbruch (DA) und war zeitweise Parteivorstandsmitglied. Im Dezember, nach der Wahl Wolfgang Schnurs zum Parteivorsitzenden und der konservativen Wende des DA, trat Pahnke aus der Partei aus. 1990 leitete er zeitweilig den Runden Tisch der Jugend und war im selben Jahr Mitglied der kirchlichen Initiative „Recht und Versöhnung“.
Als Studienleiter der Evangelischen Akademie Berlin-Brandenburg ab 1992 war er zuständig für Jugendfragen und den deutsch-israelischen Jugendaustausch. 2001 wurde Pahnke Vorsitzender des Vereins „Miphgasch/Begegnung e.V.“, der Brücken zwischen jüdischen und nicht-jüdischen Jugendlichen bauen will. Pahnke ist heute Leiter des „Instituts Neue Impulse“ für deutsch-israelische Jugendbegegnungen. Der Verein – seit 2005 ein unabhängiger e.V.- organisiert Begegnungen von Jugendlichen mit Zeitzeugen der Schoah und Qualifikationskurse für deutsch-israelische Jugendbegegnungen.

## Ehrungen
- 1995: Verdienstkreuz 1. Klasse der Bundesrepublik Deutschland
- 2010: Großes Verdienstkreuz der Bundesrepublik Deutschland